# Uğur Aktaş (Karateka)
Uğur Aktaş (* 10. Oktober 1995 in Istanbul) ist ein türkischer Karateka. Er kämpft in der Gewichtsklasse bis 84 Kilogramm.

## Karriere
Uğur Aktaş war bereits im Juniorenbereich sehr erfolgreich. Zweimal bei den Junioren und zweimal in der U21 wurde er Europameister. 2015 gewann er in der Gewichtsklasse bis 84 Kilogramm außerdem die U21-Weltmeisterschaft. Im Erwachsenenbereich sicherte er sich bereits 2014 im Mannschaftswettbewerb der Europameisterschaften in Tampere mit Bronze seine erste Medaille. Im selben Jahr belegte er mit der Mannschaft auch bei den Weltmeisterschaften in Bremen den dritten Platz. Ein Jahr darauf gewann er in seiner Geburtsstadt Istanbul bei den Europameisterschaften als Dritter seine erste Einzelmedaille im Erwachsenenbereich. Die Europaspiele 2015 in Baku schloss er ebenfalls auf dem dritten Platz ab. 2016 verbesserte er sich im Einzel der Europameisterschaften in Montpellier um zwei Plätze und wurde erstmals Europameister. Mit der Mannschaft gewann er die Silbermedaille. Bei den Europameisterschaften 2017 in İzmit verteidigte Aktaş nicht nur im Einzel seinen Titel aus dem Vorjahr, sondern wurde auch mit der Mannschaft Europameister. Eine Bronzemedaille gewann er im selben Jahr bei den World Games in Breslau, nachdem er im Halbfinale gegen Ryūtarō Araga ausgeschieden war.
Bei den Mittelmeerspielen 2018 in Tarragona scheiterte er bereits in der ersten Runde, sicherte sich dafür aber bei den Weltmeisterschaften in Madrid Bronze im Einzel und Silber in der Mannschaftskonkurrenz. In Novi Sad wurde er darüber hinaus Europameister mit der Mannschaft, während er im Einzel wie schon in Madrid den dritten Platz belegte. 2019 gewann er bei den Europameisterschaften in Guadalajara wiederum beide Titel. Bei den Europaspielen in Minsk gelang ihm der Finaleinzug, musste sich dort aber Ivan Kvesić geschlagen geben. 2021 wurde Aktaş in Poreč im Einzel zum vierten Mal Europameister.
Für die 2021 ausgetragenen Olympischen Spiele 2020 in Tokio qualifizierte sich Aktaş für den Wettkampf in der olympischen Gewichtsklasse über 75 Kilogramm über die Olympische Rangliste der Gewichtsklasse bis 84 Kilogramm. In der Gruppenphase gelangen ihm in drei Kämpfen zwei Siege, sodass er die Vorrunde als Zweiter überstand und ins Halbfinale einzog. Dort unterlag er Sajjad Ganjzadeh, der im Anschluss auch gegen Tareg Hamedi gewann und Olympiasieger wurde. Aktaş erhielt wie Ryūtarō Araga die Bronzemedaille. 2022 gewann Aktaş bei den Mittelmeerspielen in Oran die Bronzemedaille.
Aktaş schloss ein Studium der Elektrotechnik an der İstanbul Aydın Üniversitesi ab.